# Tên ký hiệu của NATO

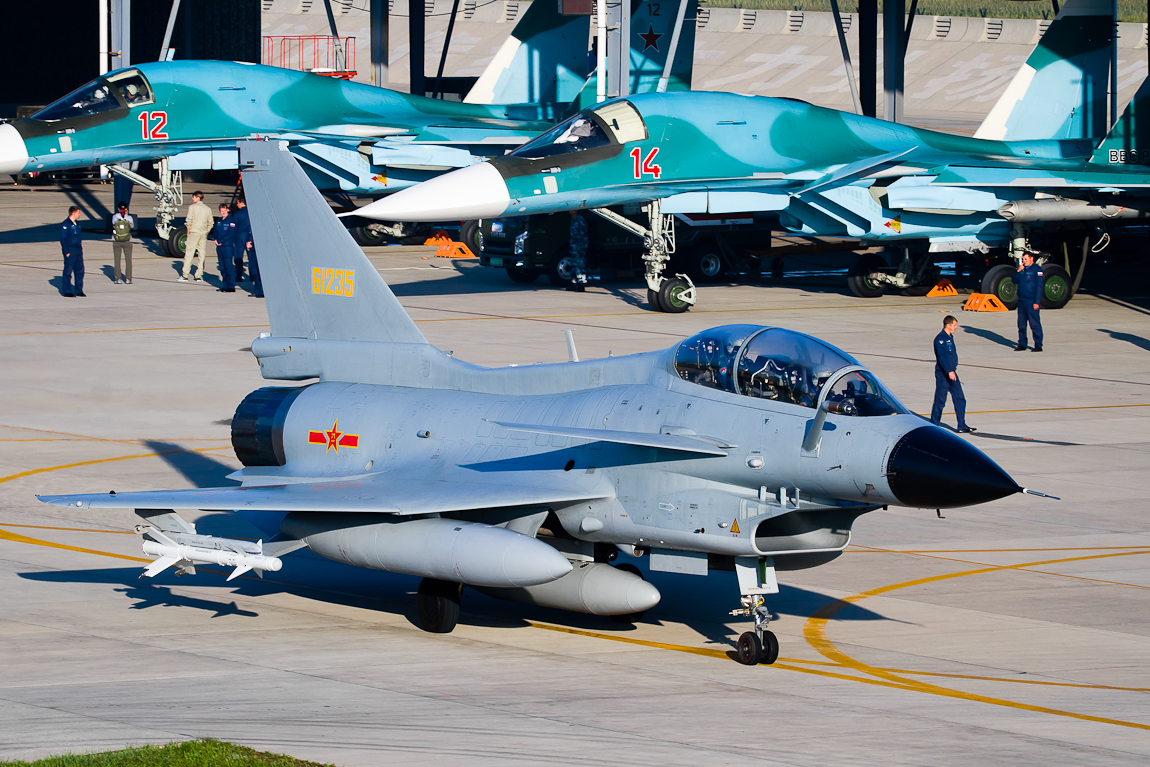
Nhiều khí tài có nguồn gốc từ Nga-Xô và Trung Quốc là đối tượng được đặt định danh của NATO.

Tên ký hiệu của NATO hay Định danh NATO (tiếng Anh: NATO reporting name) là mật danh (hay định danh) dành cho các thiết bị quân sự của Khối phía Đông (Liên Xô và các nước thành viên Khối Warszawa) và Trung Quốc. Những mật danh này đặt theo tên tiếng Anh dễ hiểu và ít gây nhầm lẫn, mang tính nhất quán, nhằm thay thế cho tên gọi gốc—mà có thể phương Tây không biết, không tiếp cận được, dễ gây nhầm lẫn hay cố tình bị gây nhầm lẫn cho họ.
NATO có lên một danh sách những tên gọi này. Việc chỉ định những tên cho máy bay của Liên Xô và Trung Quốc được giao cho Ủy ban điều phối tiêu chuẩn không trung (Air Standardization Coordinating Committee - ASCC), sau này trở thành Hội đồng liên tác chiến không gian (Air and Space Interoperability Council - ASIC) là tổ chức bao gồm 5 quốc gia Úc, Canada, New Zealand, Vương quốc Anh và Hoa Kỳ.

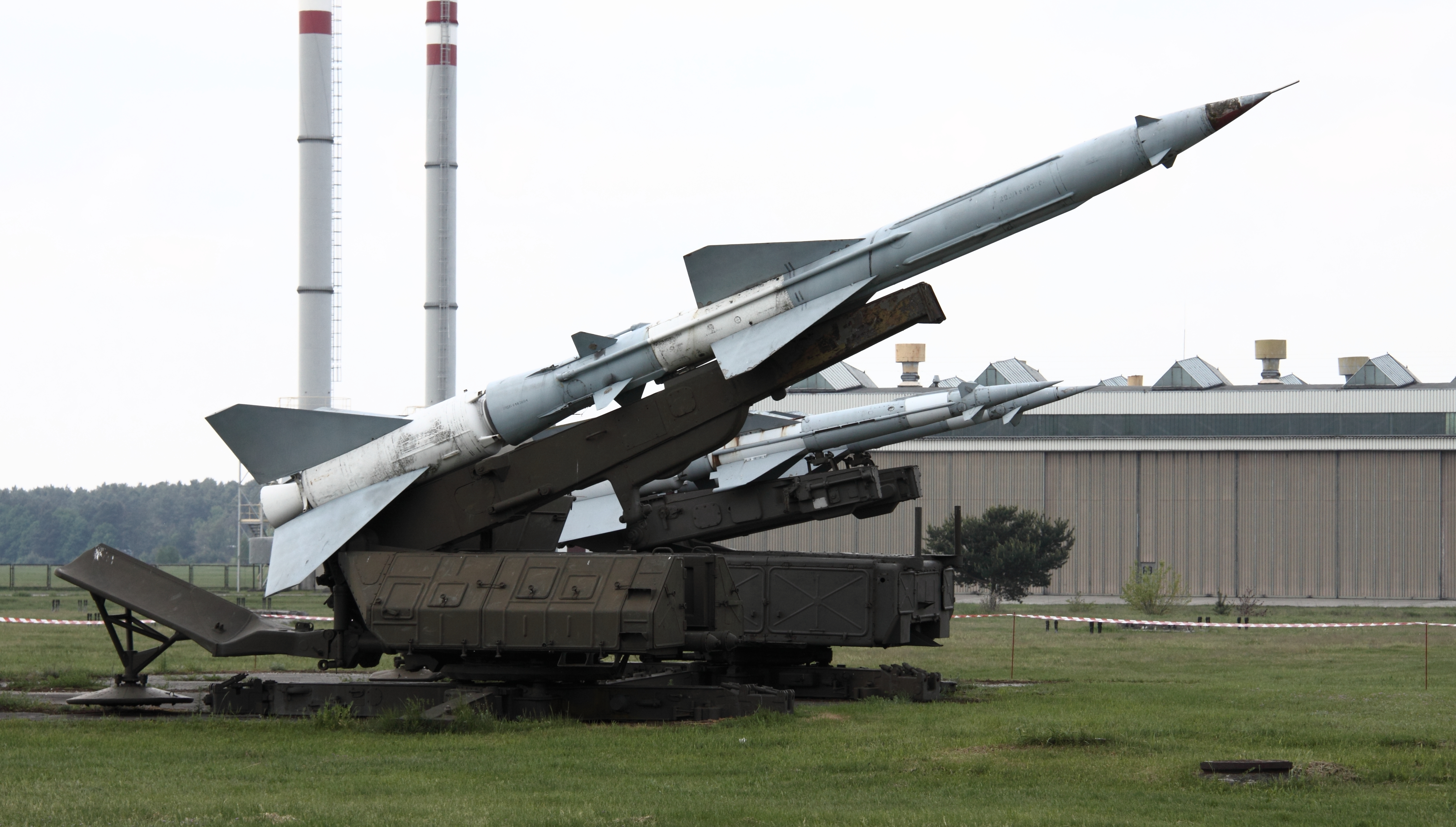
Tổ hợp tên lửa phòng không S-75 cũng được biết đến rộng rãi dưới tên gọi NATO của nó là SA-2 (biến thể thành SAM-2).

## Biến thể của Hoa Kỳ
Trong vài trường hợp, Bộ quốc phòng Hoa Kỳ mở rộng tên ký hiệu của NATO. Chẳng hạn, NATO gán cùng tên gọi cho hệ thống tên lửa đất đối không trên tàu chiến hay tàu ngầm với những hệ thống trên đất liền tương ứng, Bộ quốc phòng Mỹ đã chỉ định các dãy số khác nhau với hậu tố cũng khác nhau (SA-N- so với SA-). Tên gọi thì vẫn giữ nguyên cho thuận tiện. Khi không có hệ thống tương ứng, người ta sẽ nghĩ ra một cái tên mới.

## Biệt danh của Liên Xô
Liên Xô không thường đặt "tên dân gian" cho máy bay, dù những biệt danh không chính thức vẫn phổ biến trong bất kỳ lực lượng không quân nào. Nói chung các phi công Liên Xô không dùng tên của NATO mà dùng biệt danh khác bằng tiếng Nga. Có một ngoại lệ là không quân Liên Xô rất thích mật danh 'Fulcrum' (điểm tựa) mà NATO dành cho MiG-29 vì nó ám chỉ vai trò trụ cột của chiếc máy bay này trong không quân Liên Xô. Hàng trăm tên phải được chọn ra, nên các tên gọi này phủ khắp mọi chủ đề và đôi khi cả những từ tục tĩu. Cái tên "Flanker" dành cho dòng Sukhoi Su-27 và các biến thể, hậu duệ của nó cũng được phía Nga-Xô "ưa thích" vì sự mỹ miều của nó cũng như việc cụm từ này miêu tả tương đối chính xác các tính năng cơ động vượt trội của dòng máy bay này.
Sukhoi Su-75 Checkmate (n.đ. 'chiếu, chiếu bí, chiếu hết'  hoặc 'đánh bại, đánh bại hoàn toàn') là một trường hợp hiếm hoi mà phía Nga tự đặc biệt danh cho sản phẩm chiến đấu cơ của mình, thậm chí đặt với tên tiếng Anh nhằm tập trung quảng bá sản phẩm này cho thị trường xuất khẩu.

## Quy ước
Để giảm nguy cơ nhầm lẫn, những tên ít khi dùng hoặc hoàn toàn mới được sử dụng, ý tưởng là những tên đó phải ít khi được dùng trong đối thoại thông thường, và dễ nhớ. Đối với các phi cơ, từ một âm tiết được dùng để chỉ máy bay có động cơ cánh quạt, còn từ nhiều âm tiết dùng để chỉ máy bay phản lực. Máy bay ném bom bắt đầu bằng B như các tên gọi Badger (2 âm tiết: phản lực), Bear (một âm tiết: cánh quạt), và Blackjack. "Frogfoot" (chân nhái), tên ký hiệu của Sukhoi Su-25, ám chỉ vai trò máy bay chi viện trên không. Máy bay vận tải bắt đầu với chữ cái C (trong chữ "cargo" (hàng hóa)), dẫn đến những tên như Candid hay Condor.

## Danh sách tên ký hiệu của NATO

### Tên lửa
- Tên lửa không đối không (ký hiệu là A)
- Tên lửa không đối đất (ký hiệu là K)
- Tên lửa chống tăng (ký hiệu là S)
- Tên lửa đất đối không (bao gồm tên lửa trên tàu chiến và tàu ngầm, ký hiệu là G)
- Tên lửa đất đối đất (bao gồm tên lửa trên tàu chiến và tàu ngầm, ký hiệu là SS)

### Máy bay
- Máy bay ném bom (ký hiệu là B)
- Máy bay chiến đấu (ký hiệu là F)
- Dòng trực thăng Mil Mi-8/-17/-171 của Nga-Xô được đặt biệt danh là "Hip".Máy bay trực thăng (ký hiệu là H)
- Máy bay vận tải (ký hiệu là C)

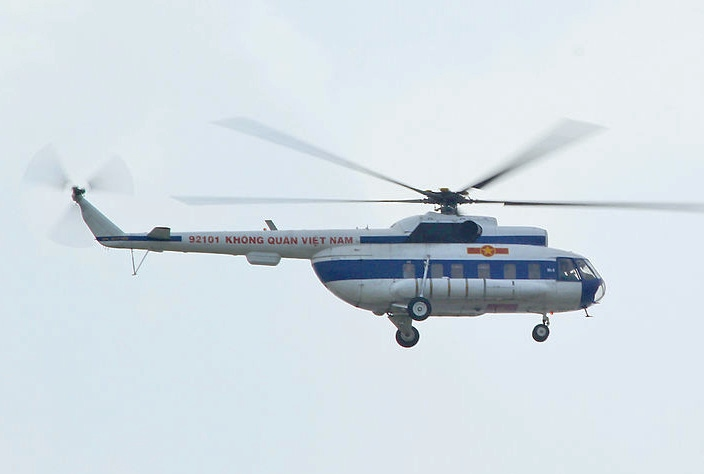
Dòng trực thăng Mil Mi-8/-17/-171 của Nga-Xô được đặt biệt danh là "Hip".

- Máy bay đa chức năng (ký hiệu là M)

### Tàu ngầm
- Tàu ngầm chứa tên lửa đạn đạo
- Tàu ngầm chứa tên lửa điều khiển
- Tàu ngầm đi săn và thí nghiệm